# Alerta News
O Alerta News (ou Plantão News) é um noticiário urgente da Record News, exibido sempre que há alguma notícia urgente. O Alerta News faz uma cobertura completa sobre o fato, incluindo eventualmente entrevistas com profissionais que possam explicar como aconteceu o fato.

## Apresentadores
- Lidiane Shayuri
- Fabiana Panachão
- Patricia Costa
- Maria Clara Leite
- Heródoto Barbeiro
- Clébio Cavagnolle